# 甲状腺ホルモン

チロキシン (T_{4})

トリヨードチロニン (T_{3})

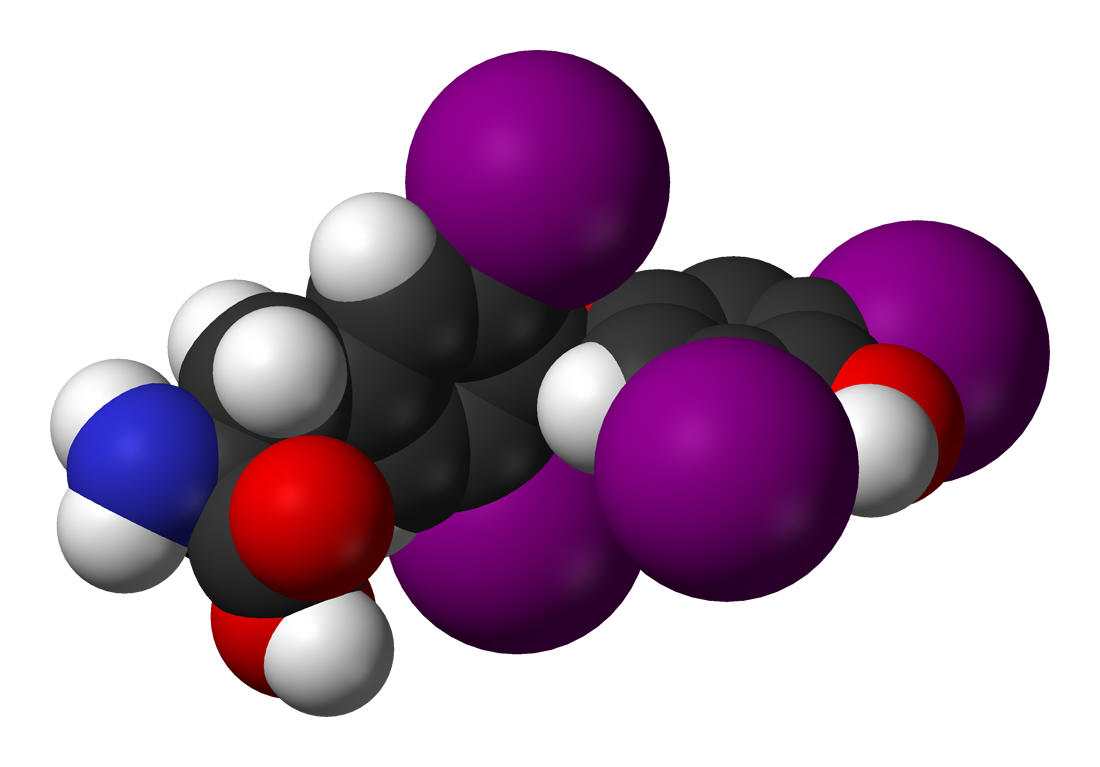
チロキシン、 (T_{4}) の3D

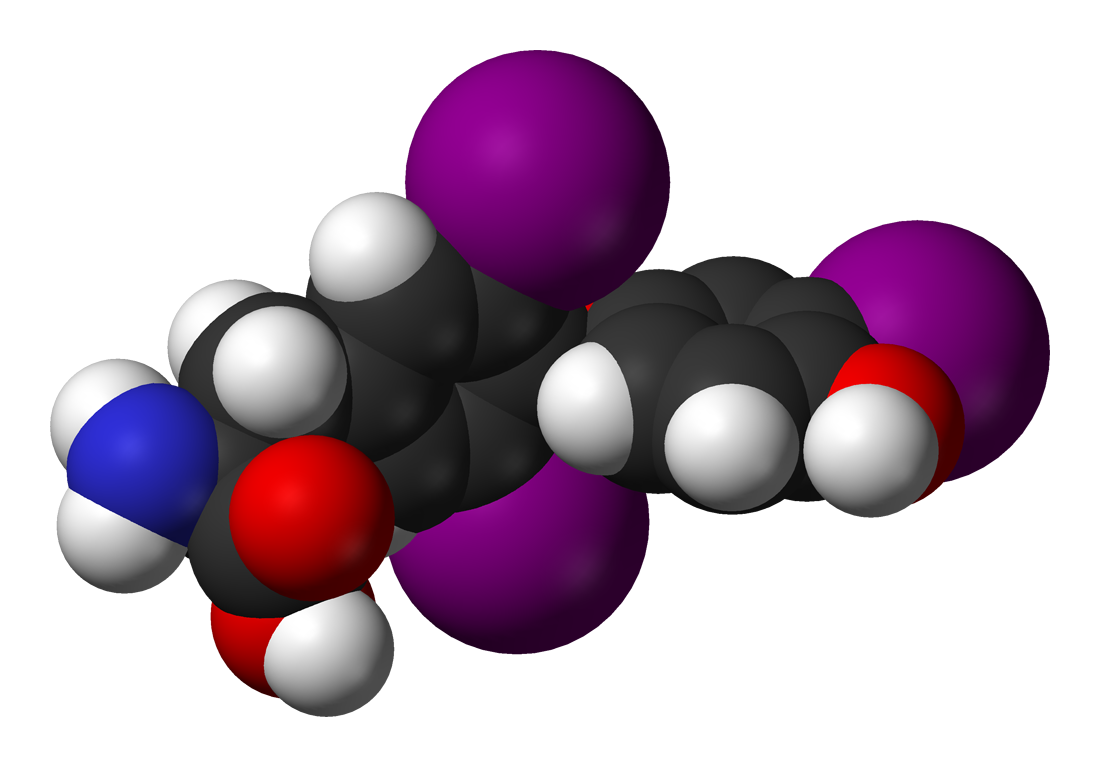
トリヨードチロニン、 (T_{3}) の3D

甲状腺ホルモン (チロイドホルモン、Thyroid hormone) とは、甲状腺から分泌され、一般に全身の細胞に作用して細胞の代謝率を上昇させる働きをもつ、アミノ酸誘導体のホルモンのこと。

## ホルモンの作用
甲状腺ホルモンの作用は、甲状腺ホルモン受容体蛋白質を介して起こると考えられている。そして、甲状腺ホルモン受容体は、全身のほとんどの細胞に発現している。そのため、事実上、甲状腺ホルモンの標的器官は全身のすべての細胞といえる。
甲状腺ホルモン受容体は核内受容体であり、ホルモンと受容体が結合すると、その複合体は核内DNAに結合し、特定のRNAの転写活性を調節する。恒温動物では、全身の各細胞では呼吸量、エネルギー産生量が増大する。全身の細胞での基礎代謝量の維持または促進が起こる。
サケ科などの魚類では海への降下時、海水適応を起こさせたり、両生類では、幼生から成体への変態を促進させ、鳥類では、季節ごとの換羽を起こしたりするホルモンとしても知られる。

## 詳細
トリヨードチロニン（トリヨードサイロニン、Triiodothyronine、略称T3）とチロキシン（サイロキシン、Thyroxin、略称T4）の2種類の化合物が甲状腺ホルモンとして知られ、それらの違いは、ホルモン1分子中のヨードの数である。生理活性は、T3の方が強いが、血中を循環する甲状腺ホルモンのほとんどはT4である。甲状腺からはT3、T4の他に、カルシトニンと呼ばれる別の生理作用を持つホルモンも分泌されるが、これは甲状腺ホルモンとは呼ばない。
脊椎動物では、甲状腺ホルモンは広く確認されている。ホルモンの化合物の構造に種差はなく、分泌腺の形状、分泌様式などは非常によく保存されている。生存に非常に重要なホルモンであるといえる。

## 合成・分泌
- 関連項目：甲状腺

甲状腺ホルモンは、甲状腺の甲状腺濾胞の壁をつくっている濾胞上皮細胞で合成・分泌される。甲状腺ホルモンの分泌様式は、細胞外にホルモンの前駆体を貯留するという点で非常に独特である。

### チログロブリン
甲状腺ホルモンは、アミノ酸のチロシンが2つ縮合し、側鎖の芳香環上に3～4個のヨード（ヨウ素）が付加したものであるが、チロシンのヨード化は、細胞内の遊離チロシンでは起こらない。濾胞上皮細胞ではチログロブリン (サイログロブリン、Thyroglobulin)と呼ばれる巨大な糖蛋白質が合成され、濾胞の内腔にコロイドとして蓄積する。一方、この細胞では血中からヨードを取り込み、これも濾胞内に送り込む。濾胞内ではチログロブリンを構成するチロシン残基ごとにヨードが1～2個付加され、ヨード化チロシン残基どうしが2つずつ縮合（エーテル重合）する。チログロブリンは、濾胞の内腔から再び濾胞上皮細胞に取り込まれ、リソソームで消化を受け、チログロブリン本体からヨード化されたチロシン残基が切り離される。このうち、ヨードの付加された数が3個か4個のものが甲状腺ホルモンとして血中に放出され、1個または2個のものは、分解され再利用される。甲状腺ホルモンのうち、ヨード付加が3個のものがT3、4個のものがT4である。生理活性はT4よりもT3のほうが数倍高い。

## 分泌調節
甲状腺ホルモンの分泌量は、いくつものホルモンによって調節されている。代表的なのは、下垂体前葉から分泌される甲状腺刺激ホルモン (TSH、チロトロピン) である。甲状腺刺激ホルモンは、甲状腺濾胞内に蓄積されたチログロブリンが濾胞上皮細胞内へ再吸収されるのを促進する。チログロブリンは、細胞内のリソソームで消化を受け、甲状腺ホルモン（T3またはT4）が遊離し、濾胞の外側に放出され、これが毛細血管より血中に入り全身に還流する。濾胞上皮細胞内で遊離した甲状腺ホルモンは、そのあと細胞内で蓄積されないため、甲状腺刺激ホルモンの刺激により、血中への分泌量が増加する。
甲状腺刺激ホルモンの分泌量は、間脳の視床下部から放出される甲状腺刺激ホルモン放出ホルモン (TRH) によって調節される。

### ウォルフ・チャイコフ効果
ヨウ素を多量摂取するなどして血中ヨウ素濃度を高くすると、甲状腺内のヨウ素の有機化が抑制され甲状腺ホルモンの合成が低下する現象。1948年にウォルフとチャイコフにより発見された。ただし、しばらくすると適応して元の正常な状態に戻る。これをエスケープ現象と呼ぶ。

## 甲状腺ホルモンに関連する疾患
甲状腺ホルモンが過剰に分泌される疾患(甲状腺機能亢進症)の代表的なものにバセドウ病(Basedow's disease)(別名:グレーヴス病; Graves' disease)がある。バセドウ病は手足のふるえ(振戦)、眼球突出、動悸、甲状腺腫脹、多汗、疲労、体重減少、高血糖、高血圧などをおこす。反対に、甲状腺ホルモンの分泌が不足する状態が甲状腺機能低下症であるが、この原因として代表的なものに慢性甲状腺炎(橋本病)がある。全身倦怠感(からだのだるさ)、発汗減少、体重増加、便秘などを生じる。小児では身長の伸びの低下によって分泌の不足に気づかれることも多い。